# Brookesia valerieae
Espèce
Statut de conservation UICN

 EN B1ab(iii) : En danger
Statut CITES
Brookesia valerieae est une espèce de sauriens de la famille des Chamaeleonidae.

## Répartition
Cette espèce est endémique de la région de Sofia à Madagascar. Elle a été découverte dans la réserve spéciale de Manongarivo.

## Description
Ce caméléon nain est de petite taille, diurne, et vit au sol ou sur les branches basses des forêts.

## Publication originale
- Raxworthy, 1991 : Field observations on some dwarf chameleons (Brookesia spp.) from rainforest areas of Madagascar, with the description of a new species. Journal of Zoology, vol. 224, p. 11-25.

## Étymologie
Cette espèce est nommée en référence à Valerie M. Raxworthy.